# Sepszeszkaré
Sepszeszkaré az ókori egyiptomi V. dinasztia (i. e. 2494–2345) negyedik vagy ötödik uralkodója. Valószínűleg övé egy befejezetlen abuszíri piramis, melyet építése első szakaszában félbehagytak.
Sepszeszkaréról a történeti források alapján úgy tartották, hét évig uralkodott Noferirkaré után és Noferefré előtt, a dinasztia negyedik királyaként. Ő az V. dinasztia legkevésbé ismert uralkodója. Miroslav Verner feltételezése szerint valójában pár hónapig uralkodott csak, és Noferefré után; ezt a következtetést piramisának elhelyezkedésére és befejezetlenségére alapozza, valamint arra, hogy nagyon kevés lelet maradt fenn uralkodása idejéből. Verner érvei több más egyiptológust is meggyőztek, köztük Darrell Bakert és Erik Hornungot.
Nem tudni, pontosan milyen családi kapcsolat fűzte Sepszeszkarét elődjéhez és utódjához. Verner felvetette, hogy Szahuré fia, Noferirkaré fivére lehetett, aki magához ragadta a hatalmat Noferirkaré korai halála után, mielőtt unokaöccse, Noferefré trónra léphetett volna. Valószínűleg ő maga is hamar meghalt, vagy elveszítette a trónt, mikor másik unokaöccse, Niuszerré megszerezte. Nem zárható ki az a lehetőség sem, hogy Sepszeszkaré egy rövid életű trónbitorló volt, aki nem volt a királyi család tagja.

## Említései

### Korabeli források
Sepszeszkaré az V. dinasztia negyedik vagy ötödik uralkodója volt. Egyipitom ekkor egységes királyság volt, fővárosa Memphisz. Sepszeszkaré dinasztiája legkevésbé ismert királya; uralkodása idejéből nagyon kevés lelet maradt fenn. Mindössze két pecséthengere ismert: az egyik bronzból készült, és Sepszeszkaré Hórusz-neve áll rajta, ezt a 20. század elején találták Memphiszben, és ma a kairói Egyiptomi Múzeumban van (katalógusszám: JE 45041). A másik pecsét fekete szerpentinből készült, felirata: „Sepszeszkaré, az istenek által szeretett, Sepszeszkaré, Hathor által szeretett”; ennek lelőhelye ismeretlen. Ez ma a G. Mikhailides-gyűjteményben található. Emellett a két pecsét mellett csak pár töredékes lelet maradt fenn: öt töredékes agyagpecsét-lenyomat Abuszírből, valamint hat további töredék Noferefré halotti templomából és a Noferefré-piramis késszentélyéből, szintén Abuszírből. Ezek a töredékek alighanem három különböző pecsét lenyomatai, és nagy valószínűséggel a templom raktárainak ajtóit pecsételték le velük.

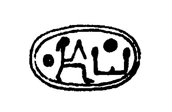
Flinders Petrie rajza egy szkarabeuszpecsétről, melyen „Sepeszkaré” [sic] neve áll, de feltehetőleg a szaiszi korszakban készült.

Végül ismert egy Sepeszkaré [sic] feliratú szkarabeusz is, amelyet Flinders Petrie a 19. század végén Sepszeszkarénak tulajdonított, a mai tudósok azonban úgy vélik, a sokkal későbbi XXVI. dinasztia (i. e. 685–525) idején készült szándékosan archaizáló stílusban, és egy kevéssé ismert taniszi kiskirály, Gemenefhonszbak Sepeszkaré szkarabeusza lehet a XXV. dinasztia (i. e. 760–656) korából.

### Történeti források
Az egyetlen ókori egyiptomi forrás, amely említi Sepszeszkaré nevét, a szakkarai királylista, melynek 28. neveként szerepel. Ez a szöveg II. Ramszesz (i. e. 1279–1213) uralkodása alatt készült, azaz kb. 1200 évvel Sepszeszkaré után; az uralkodók sorrendje itt Noferirkaré → Sepszeszkaré  → Noferharé (Noferefré nevének egy változata). Sepszeszkaré neve nem szerepel az ugyanebben a korban készült abüdoszi királylistán, melyet II. Ramszesz apja, I. Széthi (i. e. 1294–1279) idejében készítettek. Szintén nem szerepel a II. Ramszesz korabeli torinói királylistán, bár ebben az esetben lehet, hogy csak azért, mert a papirusz sérült ott, ahol Sepszeszkaré és Noferefré neve következne (3. oszlop 20. és 21. név). A sérülés miatt nem dönthető el, Sepszeszkaré neve Noferefré előtt vagy után szerepelt. Uralkodási idejük közül csak az egyiküké olvasható, ezt olvasták egy évként, tizenegy évként, valamint egy és négy hónapként is, ráadásul az sem dönthető el, ez Sepszeszkaré vagy Noferefré uralkodásának hossza.
Sepszeszkarét valószínűleg említette az Aegyptiaca is, az Egyiptom történetét taglaló mű, amelyet Manethón írt II. Ptolemaiosz (i. e. 283–246) idején. Ez a mű nem maradt fenn, csak Sextus Julius Africanus és Eusebius későbbi írásaiból ismert a tartalma. Africanustól tudjuk, hogy az Aegyptiaca az V. dinasztia közepén Noferkherész → Sziszirész → Kherész királyokat említette egymás után. A Noferkherészt és a Kherészt Noferirkaré és Noferefré nevének hellenizált változataként azonosították, így a „Sziszirész” valószínűleg Sepszeszkarét jelenti, ami azt mutatja, az, ahogy Manethón rekonstruálta az V. dinasztiát, egyezik a szakkarai királylistán leírtakkal. Africanus szerint Manethón hét évnyi uralkodást tulajdonít Sziszirésznek, más források szerint kilenc évnyit.

## Uralkodása

### Helye a kronológiában

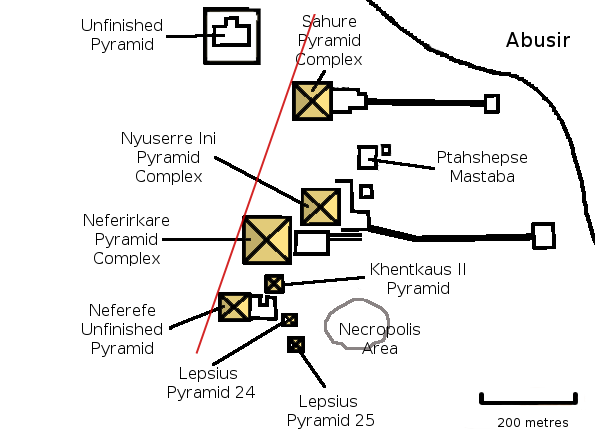
Az abuszíri nekropolisz térképe. A befejezetlen piramist Sepszeszkarénak tulajdonítják. A vörös vonal Héliopolisz felé mutat.

Sepszeszkaré uralkodásának ideje és helye a kronológiában egyaránt bizonytalan. A szakkarai kövön Noferirkaré utódjaként említik, Noferefré elődjeként, és ez a nézet vált elterjedtté az egyiptológusok körében. Az 1980-as évek elején történt felfedezések hatására Miroslav Verner cseh egyiptológus felvetette, hogy Sepszeszkaré nem megelőzte, hanem követte a trónon Noferefrét. Verner feltételezése alátámasztásaként először is azt hangsúlyozza, hogy a Sepszeszkaré Hórusz-nevével (Szehemhau) ellátott agyag pecsétlenyomatok Noferefré halotti templomának legrégebben épült részéből kerültek elő, ami Noferefré haláláig nem épült meg. Az, hogy a pecsétek olyan templomból kerültek elő, ami csak Noferefré halála után épült, tehát maguk a pecsétek is Noferefré halála után kerültek oda, és Sepszeszkarénak ekkor már uralkodónak kellett lennie, mivel Hórusz-neve csak uralkodóknak van, valamint hogy a pecsétek a templom legrégebbi részéből kerültek elő, és tudni, hogy az építkezést Niuszerré fejezte be, együttesen azt bizonyítja, hogy Sepszeszkaré Noferefré után uralkodott, nem előtte, és a pecséttel ellátott ládákban áldozatot helyezett el Noferefré templomában, ami akkor még kicsi volt és befejezetlen. Verner szerint ez azt mutatja, Sepszeszkaré megépítette Noferefré templomának egy kis részét, ellátta áldozatokkal, majd halála után Niuszerré fejezte be a templomot.
Verner második érve Szahuré, Noferirkaré és Noferefré piramisának elhelyezkedésével kapcsolatos: a három piramis egy vonalban fekszik, amely Héliopolisz felé mutat, ahogy a három nagy gízai piramis is. Héliopoliszban állt Ré legfőbb temploma, amely ebben az időben az ország legjelentősebb vallási központja volt. A templom látszódott Abuszírből és Gízából is, és valószínűleg ott állt, ahonnan az abuszíri és a gízai nekropoliszból errefelé mutató, a piramisok által meghatározott vonalak keresztezték egymást. Ezzel ellentétben Sepszeszkaré piramisa nem ezen a vonalon áll, ami igen valószínűvé teszi, hogy Noferefré piramisa már állt, amikor Sepszeszkaré piramisának építése megkezdődött. Verner végül megjegyzi, hogy Noferefréről tudjuk, hogy ő volt Noferirkaré legidősebb fia, és apja halálakor kb. húszéves volt, így ideális helyzetben volt ahhoz, hogy megörökölje a trónt. Így igen valószínű, hogy Sepszeszkaré Noferefré után lépett trónra. Bár a szakkarai királylistán Noferefré elődjeként tüntetik fel, Verner szerint „ez utalhat a kor politikai zűrzavaraira és a dinasztikus vitákra is.”

### Uralkodásának hossza
Verner két, 2000-ben és 2001-ben publikált cikkében amellett érvel, hogy a Manethón által leírtakkal ellentétben Sepszeszkaré uralkodása nem nagyon tarthatott tovább pár hónapnál. Ezt korábban már Nicolas Grimal francia egyiptológus is felvetette 1988-ban. Verner régészeti bizonyítékokra alapozza feltevését, főként a Sepszeszkarénak szánt abuszíri piramisra, amely befejezetlenül maradt, és Verner szerint „pár heti, legfeljebb két hónapnyi munka zajlott rajta. Tulajdonképpen épp csak hogy elegyengették a helyet, a föld alatti helyiségek kialakításához szükséges gödör kialakítása pedig épp csak megkezdődött. Emellett tulajdonosa a piramis elhelyezkedésével (félúton Szahuré piramisa és Uszerkaf naptemploma között) kétségkívül demonstrálni akarta kapcsolatát vagy Szahuréval, vagy Uszerkaffal. Elméletileg a piramis tulajdonosaként csak két V. dinasztiabeli uralkodó jöhet számításba, mert az ő piramisukat nem sikerült eddig azonosítani: Sepszeszkaré és Menkauhór. A korabeli dokumentumok alapján azonban Menkauhór valószínűleg máshol építette fel piramisát, Észak-Szakkarában vagy Dahsúrban. Ez alapján úgy tűnik, Sepszeszkaré lehetett a befejezetlen abuszíri piramis tulajdonosa. Mindenesetre úgy tűnik, a piramis tulajdonosa nagyon rövid ideig uralkodott.” Miután Szakkarában a Zahi Hawass vezetésével dolgozó régészek 2008-ban felfedezték az ún. fejetlen piramist, melyet felfedezői sikeresen azonosítottak Menkauhór piramisaként, megerősítést nyert Verner elmélete, mely szerint az abuszíri befejezetlen piramis Sepszeszkaréé lehetett.
Az V. dinasztia más uralkodóitól eltérően Sepszeszkaré neve sem a korban élt emberek nevében, sem halotti templomokhoz tartozó birtokok nevében nem szerepel. Állami hivatalnokok címében és életrajzában sem említik; például Hauptah V. dinasztiabeli hivatalnok sztéléje megszakítatlan sorban közli az uralkodók nevét, akik alatt szolgált, név szerint Szahurét, Noferirkarét, Noferefrét és Niuszerrét; az, hogy Sepszeszkaré kimaradt (akár Noferirkaré és Noferefré, akár Noferefré és Niuszerré közül), azt mutatja, hogy uralkodása igen rövid lehetett. Mivel Manethón Aegyptiacája az i. e. 3. században íródott, Hauptah beszámolója, amely V. dinasztia kori, pontosabbnak tűnik a dinasztia politikai helyzetét illetően.
Verner érvei, valamint az, hogy kevés tárgyi lelet maradt fenn Sepszeszkaré idejéből, mostanra számos egyiptológust, köztük Darrell Bakert és Erik Hornungot is meggyőzte arról, hogy Sepszeszkaré igen rövid ideig ült a trónon.
Uralkodásának feltételezett dátumai: i. e. 2482–2475, 2467–2460, 2463–2456, 2455–2448, 2438–2431, 2403.

## Családja
Mivel kevés forrás említi Sepszeszkarét, semmit nem tudni bizonyosan arról, milyen kapcsolat fűzte elődeihez. Nagy valószínűséggel az uralkodócsalád tagja volt, bár nem zárható ki teljesen az sem, hogy bitorló volt, aki nem állt kapcsolatban a királyi családdal.
Silke Roth felvetése szerint Sepszeszkaré Noferirkaré fia volt, így Noferefré és Niuszerré testvére. Verner ezzel szemben úgy tartja, hogy Noferirkaré apjának, Szahurénak egy másik fia volt, aki rövid időre megszerezte a hatalmat unokaöccse, Noferefré korai halála után. Ez megmagyarázná, miért épült Sepszeszkaré befejezetlen piramisa ilyen közel a Szahuré-piramishoz. Az elméletet alátámasztja, hogy Verner és Tarek el-Awady 2005-ben reliefeket fedezett fel a Szahuré piramiskomplexumához felvezető úton; ezek Szahurét, valamint feleségét, Meritnebtit és két fiukat, Ranofert és Netjerirenrét ábrázolják. A reliefen mindkét herceg „a király legidősebb fia” címet viseli, ami utalhat arra is, hogy ikrek voltak. A relief azt is közli, hogy Ranofer trónra lépett, mint „Noferirkaré, Felső- és Alsó-Egyiptom királya”. Verner és el-Awady ez alapján felvetették, hogy miután Ranofer és fia, Noferefré trónra léptek, Netjerirenré a haláluk után megpróbálhatta megszerezni magának a trónt. Eszerint a Sepszeszkaré Netjerirenré uralkodói neve lenne. Verner azonban 1997-ben azt írta, hogy Sepszeszkaré lehet akár a IV. dinasztia utolsó uralkodójának, Sepszeszkafnak a fia is, vagy Uszerkafé vagy Noferirkaréé, ahogy Roth is felvetette; minden elméletre oly kevés a bizonyíték, hogy minden lehetőség puszta találgatás. Jaromír Krejčí feltételezése szerint Sepszeszkaré Noferefré fia lehetett.
Sepszeszkaré uralkodásának vagy váratlan halála vetett véget, vagy az, hogy Noferefré öccse, Niuszerré sikeresen érvényesítette trónigényét vele szemben, talán anyja, II. Hentkauesz segítségével. Ha Hentkauesz jelentős szerepet játszott fia trónra lépésében, az megmagyarázhatja a tiszteletet, amellyel az egyiptomi folklórban körülvették, és azt, hogy Niuszerré megnagyobbította és szebbé tette a halotti templomát. Niuszerrét feltehetőleg magas rangú hivatalnokok és udvaroncok is segítették, főként Ptahsepszesz, aki később vezír lett és Niuszerré lányát vette feleségül.

## Építkezései

### Piramisa
Sepszeszkaré piramisa lehetett az a befejezetlen piramis, amely Abuszír északi részén, Szahuré piramisa és Uszerkaf naptemploma között állt, és a Miroslav Verner vezette csehszlovák expedíció fedezte fel 1980-ban. Az építkezést alig pár hét vagy hónap munka után félbehagyták; mindössze a kb. 100 m² alapterület elegyengetése készült el, és a közepén létő, T alakú árok kiásása kezdődött meg. Ez az árok nyitva maradt volna a piramis építése alatt, hogy egyszerre végezhessék a munkálatokat a piramis és az alatta lévő helyiségek építésén. Ez az építési módszer az V. dinasztia minden piramisára jellemző volt, és közvetlenül is megfigyelhető Noferefré piramisán, amely szintén befejezetlen maradt. Az építési mód, valamint a befejezetlen piramiskezdemény elhelyezkedése az V. dinasztia királyi nekropoliszában mind arra utal, hogy nagy valószínűséggel Sepszeszkaré piramisáról van szó, mivel a dinasztia más királyainak piramisa már ismert. Ha az eddigi piramisokhoz hasonlóan épült volna fel, magassága 73 méter lett volna, hasonló a Noferirkaré-piramis magasságához.
A Sepszeszkaré nevét említő agyag pecsétlenyomatok töredékeinek elemzésével Kaplony Péter arra a következtetésre jutott, hogy a piramis ókori neve Reszi-Sepszeszkaré (rsỉ-špss-k3-rˁ) lehetett, amelynek jelentése „Sepszeszkaré felébredése”. Verner ezzel nem ért egyet, vitatja az egyes jelek olvasatát és azt, hogy ezeket egy piramis neveként lehetne értelmezni.

### Naptemploma
Kaplony felvetette, hogy Sepszeszkaré hozzálátott egy naptemplom építéséhez, melynek neve Hotepibré (ḥtp-ỉb-rˁ), „Ré szíve elégedett” volt. Bár az V. dinasztia elejétől közepéig uralkodó királyok Uszerkaftól Menkauhórig mind építettek naptemplomot, Verner szerint Kaplony elmélete csak spekuláció, mivel egyetlen pecsét lenyomatának bizonytalan rekonstrukcióján alapul. Verner úgy véli, ezen a pecséten nem Sepszeszkaré neve áll, hanem egy Hórusz-név, amely lehet Dzsedkaré Iszeszi neve is (Dzsedkaré Hórusz-neve Dzsedhau.. Verner emellett megjegyzi, hogy naptemplom nevét ritkán találják meg építtetőjének neve mellett, sokkal gyakrabban találják meg olyan király nevével együtt említve, akinek uralkodása alatt a pecsét készült. Végül abban is kételkedik, hogy a hotep hieroglifa itt egy naptemplom nevét képezné. Ehelyett úgy tartja, valószínűbb, hogy vagy Noferirkaré Szetibrau (st-ỉb-rˁ.w) nevű, vagy Niuszerré Seszepibré (šsp-ỉb-rˁ) nevű naptemplomáról van szó.

### Noferefré halotti temploma
Lehetséges, hogy Sepszeszkaré folytatta elődje sírkomplexumának építését. Mivel Noferefré rövid uralkodás után halt meg, piramiskomplexuma távol állt attól, hogy befejezett lenne; sem a sírkamra, sem a halotti templom nem készült még el. A tervezett piramist így sietve négyszögletes masztabasírrá alakították át, amely a teremtéskori ősdombot jelképezte stilizált formában, a hozzá tartozó halotti templomot pedig Niuszerré uralkodása alatt fejezték be. Az, hogy Sepszeszkaré pecsétjeit megtalálták Noferefré halotti templomának legrégebbi részén, jelezheti, hogy ő is folytatott itt építési munkálatokat. Ez azonban nem teljesen bizonyított; maguk a pecsétek lehettek olyan ládákon is, amelyeket később vittek a templom raktáraiba. Uszerkaf, Szahuré és Noferirkaré pecséteit is megtalálták a templomban, pedig ők még Noferefré előtt meghaltak.

## Titulatúra
A fáraók titulatúrájának magyarázatát és történetét lásd az Ötelemű titulatúra szócikkben.
| G5 |

| G5 |

| S42 | N28 | G43 |

| S42 | N28 | G43 |

| S42 | N28 | G43 |

| S42 | N28 | G43 |

| G5 |

| G5 |

| S42 | N28 | G43 |

| S42 | N28 | G43 |

| S42 | N28 | G43 |

| S42 | N28 | G43 |

| M23 | L2 |

| M23 | L2 |

| K1 · n | M17 |

| K1 · n | M17 |

| K1 · n | M17 |

| K1 · n | M17 |

| K1 · n | M17 |

| K1 · n | M17 |

| K1 · n | M17 |

| K1 · n | M17 |

| M23 | L2 |

| M23 | L2 |

| K1 · n | M17 |

| K1 · n | M17 |

| K1 · n | M17 |

| K1 · n | M17 |

| K1 · n | M17 |

| K1 · n | M17 |

| K1 · n | M17 |

| K1 · n | M17 |

| G39 | N5 | \| \| |
|     |    |       |

|  |

| G39 | N5 | \| \| |
|     |    |       |

|  |

| R8 | G43 | F12 | S29 | D21 |

| R8 | G43 | F12 | S29 | D21 |

| R8 | G43 | F12 | S29 | D21 |

| R8 | G43 | F12 | S29 | D21 |

| R8 | G43 | F12 | S29 | D21 |

| R8 | G43 | F12 | S29 | D21 |

| R8 | G43 | F12 | S29 | D21 |

| R8 | G43 | F12 | S29 | D21 |

| G39 | N5 | \| \| |
|     |    |       |

|  |

| G39 | N5 | \| \| |
|     |    |       |

|  |

| R8 | G43 | F12 | S29 | D21 |

| R8 | G43 | F12 | S29 | D21 |

| R8 | G43 | F12 | S29 | D21 |

| R8 | G43 | F12 | S29 | D21 |

| R8 | G43 | F12 | S29 | D21 |

| R8 | G43 | F12 | S29 | D21 |

| R8 | G43 | F12 | S29 | D21 |

| R8 | G43 | F12 | S29 | D21 |

## Fordítás
- Ez a szócikk részben vagy egészben  a   Shepseskare című angol Wikipédia-szócikk ezen változatának fordításán alapul.  Az eredeti cikk szerkesztőit annak laptörténete sorolja fel. Ez a jelzés csupán a megfogalmazás eredetét és a szerzői jogokat jelzi, nem szolgál a cikkben szereplő információk forrásmegjelöléseként.